# Incident de Sanyuanli
Première guerre de l'opium
Batailles
m
- Kowloon
- Chuanbi (1re)
- Chusan (1re)
- Barrière
- Chuanbi (2e)
- Bogue
- Première barre
- Whampoa
- Broadway
- Canton (1re)
- Canton (2e)
- Sanyuanli
- Amoy
- Chusan (2e)
- Chinhai
- Ningpo
- Tzeki
- Chapu
- Woosung
- Chinkiang
- Nerbudda

L'incident de Sanyuanli (三元里抗英事件, Sanyuanli incident) est un soulèvement populaire spontané de civils chinois contre les forces britanniques qui eut lieu du 29 au 31 mai 1841 lors de la première guerre de l'opium.
Alors que les Britanniques viennent de remporter la seconde bataille de Canton, une émeute locale éclate dans le village de Sanyuanli (en) au nord de la ville en réponse au comportement supposé (pillage et viol) des troupes britanniques stationnées sur place et de leur présence dans le pays. Un contingent de Cipayes indiens est tout d'abord attaqué dans les rizières puis secouru par des renforts qui parviennent à le dégager. Mais la foule poursuit les Britanniques et les encercle. Le commandant britannique Hugh Gough menace alors le gouverneur de Canton, avec qui il vient de signer un accord de paix, de raser la ville s'il ne raisonne pas les villageois furieux. S'exécutant, il passe cependant pour un traître aux yeux du peuple.
Si cet incident est vu par les Britanniques comme un épisode mineur, il a cependant un retentissement majeur chez les Chinois car il illustre à leurs yeux la seule manière efficace de repousser les envahisseurs étrangers face à l'impuissance du gouvernement Qing et ouvre la voie aux futures grandes révoltes anti-Qing et anti-étrangères.

## Contexte
Le 25 mai 1841, les forces britanniques commandées par le major-général Hugh Gough laissent leurs navires de transport à Qìnhăi (沁海) à environ 8 kilomètres au nord-ouest de Canton. Le lendemain, elles capturent quatre forts chinois et se tiennent prêts à attaquer les murs de la ville. Au lieu de cela, la rumeur se répand parmi la population que les autorités Qing auraient accepté les demandes britanniques d'indemnisation et de retrait des troupes, de telle sorte que l'assaut prévu est annulé le 27 mai et que la bataille prend fin sur une victoire britannique.

## Incident
Le report de l'attaque laisse près de 5 000 soldats britanniques et indiens se rassembler dans la chaleur étouffante et l'atmosphère humide des rizières au nord de Canton. Selon l'historien Frederic Wakeman, il ne fait aucun doute que des pillages avaient eu lieu dans des villages comme Sanyuanli (en), mais dans l'ensemble, selon les normes militaires britanniques de l'époque, les troupes se sont bien comportées. Néanmoins, selon des sources chinoises, le viol de la femme du villageois Wei Shaoguang (韋紹光) par un soldat britannique aurait déclenché l'incident. Par la suite, la population locale en colère, renforcée par les arrivées des villages voisins, se transforme en une foule de 10 000 personnes qui assiège les Britanniques de toutes parts. Armés de machettes, de piques et d'une variété d'épées, ils attirent un détachement de 60 Cipayes indiens dans les rizières marécageuses où les mousquets à silex de ces derniers sont rendus inutilisables par les pluies. Quatre soldats britanniques sont tués et vingt autres ou plus sont blessés.

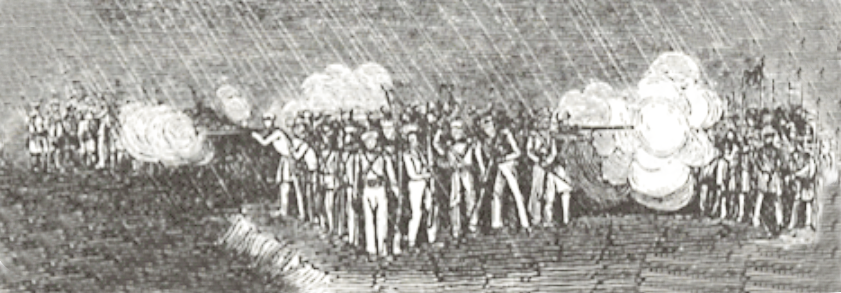
Soldats britanniques sous la pluie à Sanyuanli (dessin de John Ouchterlony).

Les Britanniques envoient deux unités de Royal Marines, armées de mousquets à percussion étanches, pour renforcer les Cipayes. Après un siège de deux heures, les forces britanniques se retirent vers le fort ouest, poursuivis par les villageois qui les encerclent une fois de plus. Ayant pris connaissance de la situation, le commandant britannique transmet un message au gouverneur de Canton, Yu Baochen (余葆纯), lui disant que si le siège se poursuit, la force principale de l'armée britannique raserait Canton. Yu, bien conscient qu'il ne s'agit pas d'une menace en l'air compte tenu de la taille des forces ennemies, exhorte la foule à se disperser, ce qui le conduit à être considéré comme un traître aux yeux du peuple.

## Postérité
Une fois sa réputation détruite, le seul poste que Yu Baochen peut espérer obtenir est celui de petit fonctionnaire du département responsable des examens impériaux, où les étudiants patriotiques lui jettent de l'encre au visage.
Sur une petite colline connue sous le nom de Niulangang (牛栏岗) où s'est déroulée une partie de l'incident, le gouvernement provincial de Canton a installé le 23 mai 1991 un petit mémorial en béton pour commémorer le 150e anniversaire de l'affrontement.

Comme l'écrit l'historien Frederic Wakeman : 
« Des défaites militaires humiliantes de la guerre de l'opium, ils en ont extrait une grande victoire populaire, entachée seulement par la lâcheté des fonctionnaires Qing. Aujourd'hui, sur le continent, tous les livres d'histoire des écoliers contiennent un récit de la bataille. Chaque tablette de chaque sanctuaire dédié aux morts à Sanyuanli, a été soigneusement rédigée par le bureau d'histoire local de la province : un Bunker Hill et un Fort Alamo en un ».